# The Circle France
Pour les articles homonymes, voir The Circle.
Cet article concerne la version française du jeu. Pour les versions étrangères, voir The Circle (franchise).
The Circle France — aussi appelé The Circle Game dans les pays francophones — est une émission de téléréalité d'enfermement, mise en ligne le 9 avril 2020 sur la plateforme Netflix. Elle est produite par Studio Lambert (en) et Motion Content Group, et se base sur la version britannique du jeu.
Les « joueurs » du Cercle sont dans des appartements différents et ne se voient ni ne s'entendent jamais. Ils disposent pour seul moyen de communication d'un réseau social, baptisé Le Cercle. Le but étant d'être toujours le plus populaire et en haut du classement effectué par tous les joueurs, pour ainsi espérer empocher les 100 000 € promis au vainqueur.

## Genèse et production
L'émission est produite par Stephen Lambert, et les sociétés de production Studio Lambert (en) et Motion Content,.
Le format The Circle Game est d'abord produit au Royaume-Uni et diffusé sur Channel 4. Après l'achat des droits du programme par Netflix, il s'exporte vers les États-Unis, le Brésil et la France. Stephen Lambert déclare, pour expliquer le concept : « The Circle est la rencontre de Black Mirror avec Big Brother et Catfish »,.

## Principe
Tous les participants à l'émission, les « joueurs », investissent un même immeuble. Ils communiquent uniquement via un réseau social, baptisé Le Cercle, et ont chacun leur propre appartement. Le but est d'être le plus populaire, car tout au long de l'émission, les joueurs se classent entre eux,,.
Cependant, les joueurs ne se voient, ni ne s'entendent jamais en réalité. Ils interagissent uniquement via leur profil sur Le Cercle. Cela permet ainsi à certains de mentir sur leur véritable identité,.
Celui qui est premier lors de l'ultime classement, gagne The Circle Game et les 100 000 € promis au vainqueur,.

## Casting
Le casting a eu lieu entre juin et novembre 2019 à Paris et en région. Pour s'inscrire, il faut être âgé d'au moins 18 ans, ne pas être dans l’incapacité de se rendre au Royaume-Uni et enfin, n'avoir aucun lien avec All 3 Media, Motion Content ou Netflix.

## Tournage
Le tournage de la version française s'est déroulé en décembre 2019, pendant environ trois semaines, dans le même immeuble que les versions étrangères, à Salford, dans la banlieue de Manchester au Royaume-Uni. Les équipes françaises s'installent après le passage, dans l'ordre, des américains, britanniques et brésiliens,.

## Promotion et lancement
L'émission est lancée le 9 avril 2020 sur Netflix. Cependant, la plateforme a choisi de ne pas communiquer, ni d'en faire la promotion, car, mis à part une bande annonce, publiée sur sa chaîne YouTube le 26 mars 2020 et un post sur son compte Instagram, le jour de la sortie, rien de plus n'est fait. Le service presse de Netflix France, déclarant à ce sujet à TV Magazine : « Nous avons fait le choix pour le moment de faire vivre l'émission sans donner d'interviews afin de laisser les spectateurs se faire leur avis sur le show et les joueurs ».
Les joueurs ont d'ailleurs l'interdiction, par le contrat qui les lie à Netflix, de donner des interviews à la presse, sans l'accord de la plateforme. Ils profitent alors de leurs réseaux sociaux, pour raconter leur expérience aux internautes.

## Candidats
Ci-après, la liste des quatorze candidats de cette saison, représentant douze profils sur le réseau, :
| Candidat | Candidat | Âge    | Localisation                  | Profession                        | Avec le profil de…                                          | Statut et période           |
| -------- | -------- | ------ | ----------------------------- | --------------------------------- | ----------------------------------------------------------- | --------------------------- |
| ♂        | Romain   | 26 ans |                               | Préparateur physique et boulanger | Lui-même (Romain Benn)                                      | Vainqueur (épisode 1 – 12)  |
| ♀        | Éléa     | 27 ans | Nice (Alpes-Maritimes)        | Auxiliaire de puériculture        | Elle-même                                                   | Finaliste (épisode 1 – 12)  |
| ♂        | Rudy     | 37 ans | Marseille (Bouches-du-Rhône)  | Humoriste                         | Gabriel, son ami, père célibataire de 32 ans                | Finaliste (épisode 3 – 12)  |
| ♂        | Edmundo  | 24 ans | Londres                       | Barman                            | Nélia, une blogueuse mode de 25 ans, originaire de Toulouse | Finalistes (épisode 4 – 12) |
| ♂        | Joao     | 24 ans | Londres                       | Barman                            | Nélia, une blogueuse mode de 25 ans, originaire de Toulouse | Finalistes (épisode 4 – 12) |
| ♂        | Maxime   | 24 ans | Monaco                        | Immobilier                        | Valéria, sa petite amie ukrainienne de 25 ans               | Finaliste (épisode 1 – 12)  |
| ♀        | Virginie | 28 ans |                               | Mannequin                         | Elle-même, mais dit être gynécologue célibataire de 30 ans  | Bloquée (épisode 8 – 11)    |
| ♂        | Paolo    | 21 ans | Chatou (Yvelines)             | Étudiant en philosophie           | Lui-même                                                    | Bloqué (épisode 6 – 10)     |
| ♀        | Inès     | 23 ans | Londres                       | Créatrice de produits de beauté   | Elle-même, mais dit être célibataire                        | Bloquée (épisode 1 – 9)     |
| ♂        | Gary     | 30 ans | Les Sables-d'Olonne (Vendée)  | Barman                            | Lui-même                                                    | Bloqué (épisode 1 – 8)      |
| ♂        | Cédric   | 27 ans | Bordeaux (Gironde)            | Boxeur professionnel              | Lui-même                                                    | Bloqué (épisode 1 – 6)      |
| ♀        | Jo       | 78 ans | Verneuil-sur-Seine (Yvelines) | Retraitée                         | Nicolas, 25 ans, en réalité, le petit-fils de Jo            | Bloquées (épisode 1 – 4)    |
| ♀        | Monique  | 75 ans | Verneuil-sur-Seine (Yvelines) | Retraitée                         | Nicolas, 25 ans, en réalité, le petit-fils de Jo            | Bloquées (épisode 1 – 4)    |
| ♀        | Lou      | 22 ans | Marseille (Bouches-du-Rhône)  | Modèle photo                      | Elle-même                                                   | Bloquée (épisode 1 – 2)     |

## Accueil
L'émission se classe rapidement après son lancement, dans le « Top 10 » des plus regardées sur la plateforme en France.
Pour 20 Minutes, cette émission accentue ce « cliché inlassable qui veut faire des Français le peuple le plus râleur et de mauvaise foi au monde ». En effet, dans les versions étrangères, notamment aux États-Unis, le « mot d’ordre » est « la bienveillance », et « quelles que ce soient les personnes qui se cachent derrière les profils, peu importe leur genre, leur couleur de peau, leur religion ou leur orientation sexuelle, tout le monde s’accepte. ». Alors que pour la version française : « Tout au long du jeu, les candidats français vont s’allier, s’unir pour mieux régner, et évincer les personnes avec lesquelles ils partagent moins d’affinité. Oubliés la bienveillance et l’esprit « feel good » des versions américaine et brésilienne du programme de Netflix. ». Expliquant ces divergences « par la culture du clash qui régit la téléréalité française depuis plus d’une décennie. ».

### Critiques envers certains candidats
Lou exaspère certains internautes, qui lui reprochent notamment de plutôt mettre son physique en avant, sans se livrer sur elle-même. Certains allant même jusqu'à dire que c'est la pire candidate toutes versions confondues : « Lou elle a la palme de la pire candidate de toutes saisons de The Circle confondues », « Lou pire candidate de tous les [The Circle] existants… ».